# Adam Silvera
Adam Silvera (New York, 7 juni 1990) is een Amerikaanse auteur van young adult-romans, bekend van zijn bestsellers They Both Die at the End, More Happy Than Not en History Is All You Left Me.

## Biografie
Silvera werd geboren en groeide op in de South Bronx in New York City. Zijn moeder, Persi Rosa, is Puerto Ricaans en werkt als maatschappelijk werker. Silvera begon met schrijven rond zijn tiende of elfde, aanvankelijk van fanfictie.
Silvera werkte als barista, boekverkoper en recensent voor Shelf Awareness. Hij is open over zijn worstelingen met depressie en heeft bekendgemaakt dat hij gediagnosticeerd is met een borderline-persoonlijkheidsstoornis. Ook is hij open over zijn homoseksualiteit.

## Carrière
Silvera’s eerste roman, More Happy Than Not, werd op 2 juni 2015 uitgegeven door Soho Teen. Het boek werd een New York Times bestseller en stond op de shortlist voor de Lambda Literary Award voor kinder- en jeugdliteratuur. De roman vertelt het verhaal van Aaron Soto, een jongen uit de Bronx. Nadat zijn vader zelfmoord heeft gepleegd, brengt Aaron tijd door met een jongen genaamd Thomas. Wanneer Aaron gevoelens voor Thomas ontwikkelt, raakt hij in de war en bang. Hij besluit daarom een nieuwe geheugentechniek te onderzoeken bij het Leteo Institute, waarmee herinneringen gewist kunnen worden. Het boek behandelt thema’s die Silvera belangrijk vindt voor jongeren, zoals homoseksualiteit en depressie. In 2020 werd bekend dat HBO Max werkte aan een een uur durende serie gebaseerd op het boek, met Drew Comins en Silvera als uitvoerende producenten.
Zijn tweede roman, History Is All You Left Me, verscheen op 17 januari 2017 bij Soho Teen. In datzelfde jaar verscheen They Both Die at the End op 5 september 2017 bij HarperTeen. Het boek werd in 2019 oorspronkelijk opgepikt door HBO om tot serie ontwikkeld te worden door Chris Kelly en geproduceerd door J.J. Abrams. Later maakte Silvera bekend dat hij zelf als bedenker, scenarioschrijver en uitvoerend producent zal optreden bij een televisiebewerking van They Both Die at the End.
Silvera’s vierde roman, What If It’s Us, werd samen met Becky Albertalli geschreven en in 2018 uitgegeven door HarperTeen. De filmrechten werden datzelfde jaar verkocht aan Anonymous Content, met Brian Yorkey als scenarioschrijver.
Zijn fantasy-serie Infinity Cycle begon met Infinity Son, dat in 2020 werd gepubliceerd.
In juni 2020, ter ere van het vijftigjarig jubileum van de eerste LGBTQ-Pride Parade, werd Silvera door het online tijdschrift Queerty uitgeroepen tot een van de vijftig helden “die de natie leiden naar gelijkheid, acceptatie en waardigheid voor iedereen”.
Ondanks hun populariteit onder jongeren zijn veel van Silvera’s boeken betrokken geweest bij censuurdebatten op diverse scholen. Volgens de Index of School Book Bans van PEN America werd More Happy Than Not in het schooljaar 2022-2023 verboden in bibliotheken en klaslokalen in drie schooldistricten in Florida.

### Zelfstandige boeken
- More Happy Than Not (SoHo Teen, 2015), in het Nederlands vertaald als: Meer gelukkig dan niet
  - More Happy Ending - luxe editie van More Happy Than Not met extra hoofdstuk, voorwoord door Angie Thomas en nawoord door Silvera (2020)
- History Is All You Left Me (SoHo Teen, 2017), in het Nederlands vertaald als: Vroeger is alles wat ik van je heb

### Death-Castserie
1. They Both Die at the End (HarperTeen, 2017), in het Nederlands vertaald als: Op het einde gaan ze allebei dood
  1. The Father Does Not Die at the End (kortverhaal), (2022), gepubliceerd als onderdeel van They Both Die at the End, Collector's Edition
2. The First to Die at the End (2022) (prequel), in het Nederlands vertaald als: De eerste die op het einde doodgaat
3. The Survivor Wants to Die at the End (2025), in het Nederlands vertaald als: De overlever wil op het einde dood

### What If It's Usserie
1. What If It's Us, samen met Becky Albertalli (HarperTeen, 2018), in het Nederlands vertaald als: Wat als dit het is
2. Here's To Us, co-samen met Becky Albertalli (HarperTeen/Balzer + Bray, 2021), in het Nederlands vertaald als: Zo moet het zijn

### The Infinity Cycleserie
1. Infinity Son (2020), in het Nederlands vertaald als: Fenixbloed
2. Infinity Reaper (2021)
3. Infinity Kings (2024)

### Korte verhalen
- Because You Love to Hate Me: 13 Tales of Villainy (gastschrijver) (Bloomsbury, 2017)
- (Don't) Call Me Crazy (gastschrijver) (Algonquin, 2018)
- Color Outside the Lines (SoHo Teen, 2019)

- Bibsys: 1533887390851
- Bibliothèque nationale de France: cb17744180w (data)
- Catàleg d'autoritats de noms i títols de Catalunya: 981058608353306706
- Gemeinsame Normdatei: 1143629477
- International Standard Name Identifier: 0000 0004 4433 8812
- Library of Congress Control Number: n2014079162
- Nationale Bibliotheek van Tsjechië: xx0222663
- Nationale Bibliotheek van Israël: 987007415006805171
- Nationale en Universitaire bibliotheek Zagreb: 000778770
- Nederlandse Thesaurus van Auteursnamen: 412831449
- Système universitaire de documentation: 230958486
- Virtual International Authority File: 22148120868994792709